# Frauke Heiligenstadt

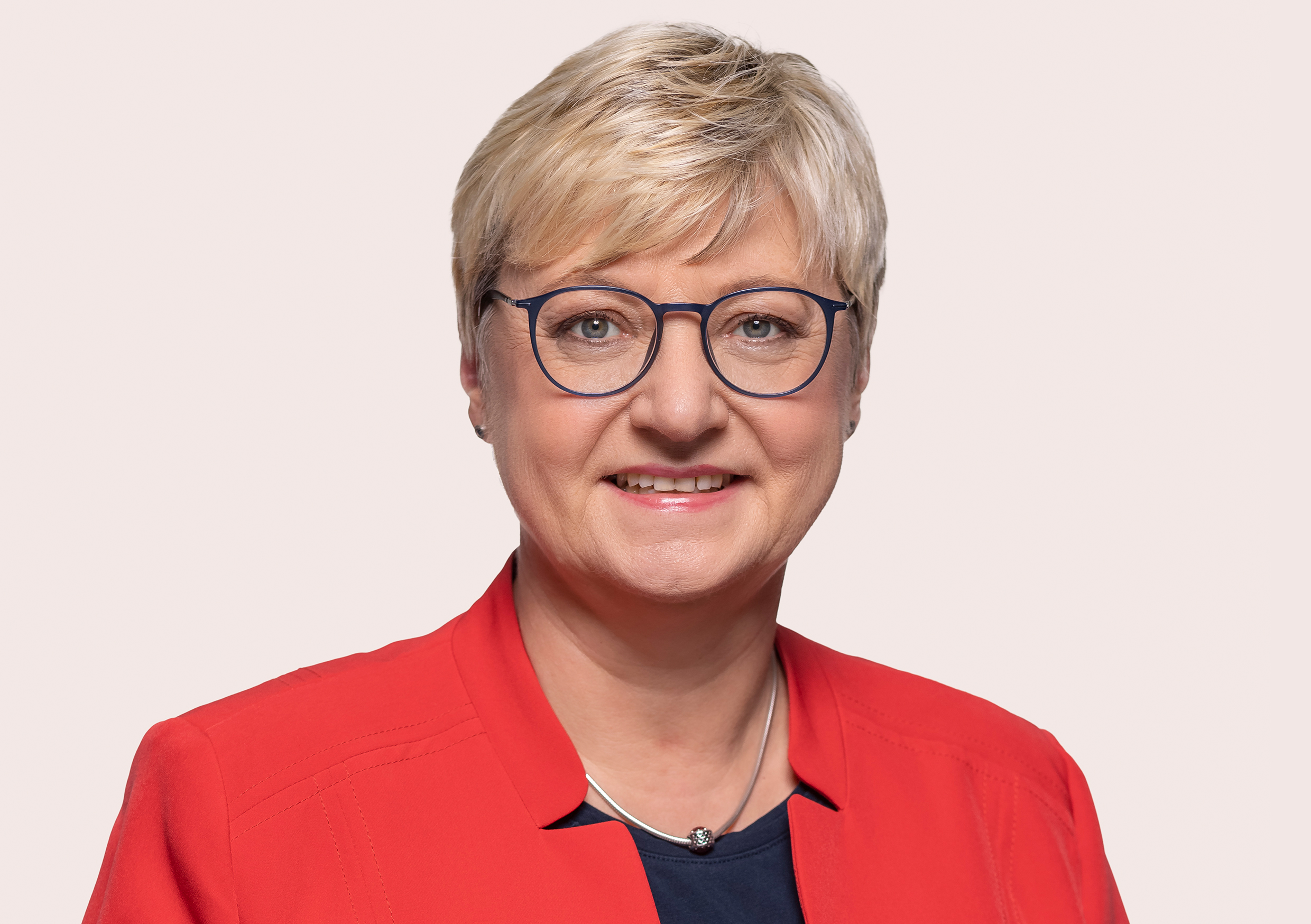
Frauke Heiligenstadt (2021)

Frauke Heiligenstadt (* 24. März 1966 in Northeim) ist eine deutsche Politikerin (SPD) und seit 26. Oktober 2021 in Folge der Wahl vom 26. September 2021 Mitglied des Deutschen Bundestages. Von 2003 bis 2021 war sie Mitglied des Niedersächsischen Landtags, von 2013 bis 2017 Niedersächsische Kultusministerin.

## Ausbildung und Beruf
Nach dem Abitur im Jahr 1985 am Gymnasium Corvinianum in Northeim studierte Heiligenstadt an der Fachhochschule für Verwaltung und Rechtspflege in Hannover. 1988 schloss sie ihr Studium ab und war bis zu ihrer Wahl in den Landtag als Diplomverwaltungswirtin bei der Stadtverwaltung Northeim tätig. Von 1994 bis 2003 war Heiligenstadt Leiterin des Amtes für Wirtschaftsförderung und Liegenschaften bei der Stadt Northeim.

## Politik

### Politische Anfänge und in der niedersächsischen Landespolitik

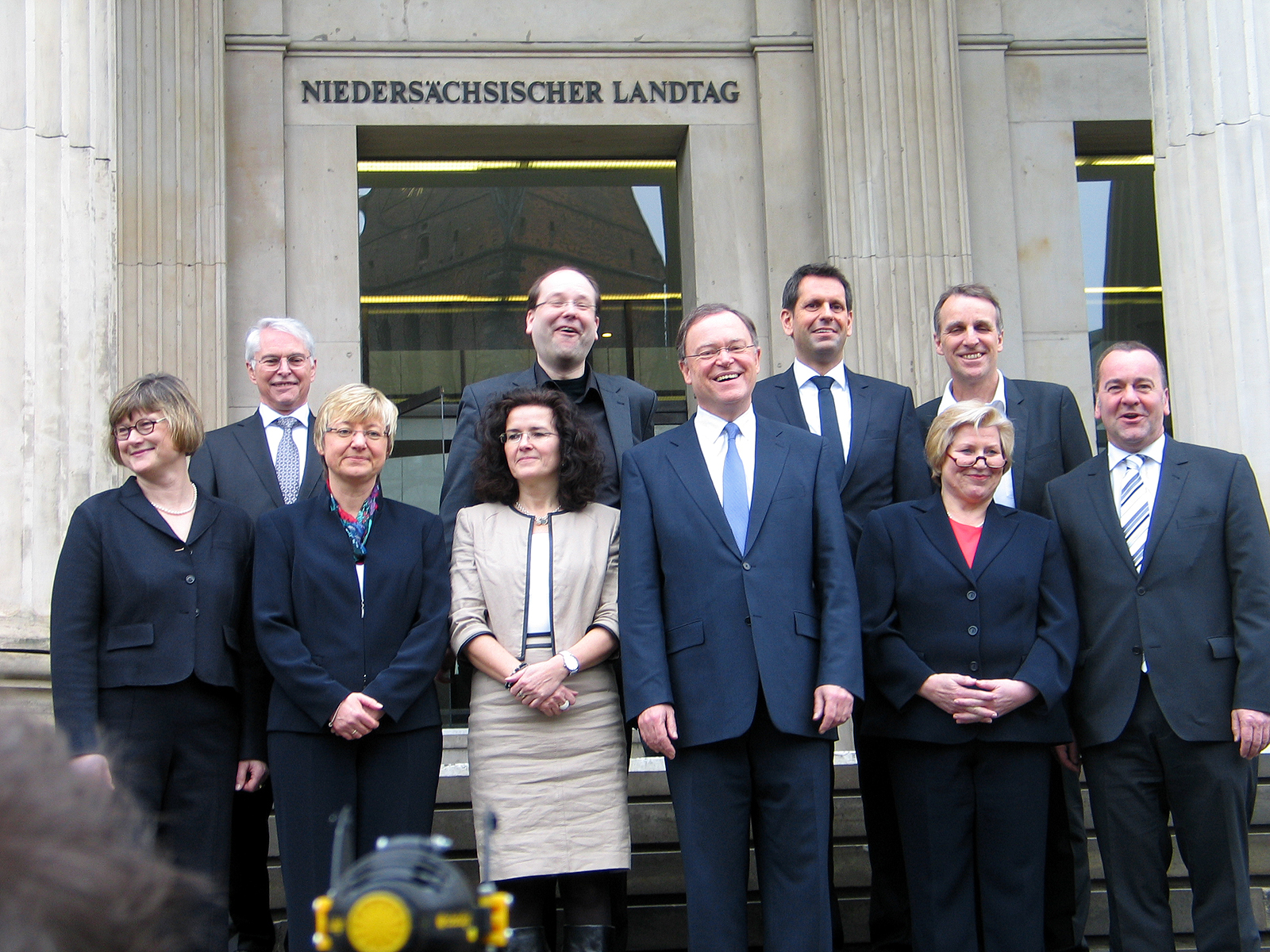
Heiligenstadt (3. v. l.) als Angehörige des Kabinetts Weil

Frauke Heiligenstadt ist seit 1982 Mitglied der SPD. Von 1993 bis 2001 war sie Vorsitzende des SPD-Ortsvereins Gillersheim (Gemeinde Katlenburg-Lindau). Seit 2003 ist sie Mitglied des Vorstandes des SPD-Bezirks Hannover, seit 2019 Vorsitzende des SPD-Unterbezirks Northeim-Einbeck.
Von 1986 bis 2011 war sie Mitglied im Ortsrat Gillersheim, von 1999 bis 2006 Ortsbürgermeisterin. In den Jahren 1991 bis 2013 gehörte sie dem Gemeinderat von Katlenburg-Lindau an, von 1996 bis 2011 war sie Beigeordnete und von 2006 bis 2011 stellvertretende Bürgermeisterin. Seit 2006 ist sie Mitglied des Kreistages des Landkreises Northeim und seit 2018 dessen Vorsitzende.
Für den Wahlkreis Northeim gehörte Frauke Heiligenstadt ab 2003 dem Niedersächsischen Landtag an. Dort war sie bis 2013 Sprecherin für Kultur- und Schulpolitik. Ab 2017 war sie Sprecherin für Haushalts- und Finanzpolitik.
Von 2013 bis 2017 war sie Niedersächsische Kultusministerin im Kabinett Weil I, Mitglied des Bundesrates und Vorsitzende des Stiftungsrates der Stiftung niedersächsische Gedenkstätten in Celle.

### Im Deutschen Bundestag
Bei der Bundestagswahl 2021 trat Heiligenstadt als Direktkandidatin im Wahlkreis Goslar – Northeim – Osterode und auf Platz 10 der SPD-Landesliste an. Sie gewann das Direktmandat für ihren Wahlkreis und gehört damit dem 20. Deutschen Bundestag an. Ihr Landtagsmandat legte sie nieder; für sie rückte Renate Geuter nach.
Im Zuge der Covid-19-Pandemie gehörte Heiligenstadt zu den Unterstützern einer allgemeinen Impfpflicht in Deutschland.

## Kritik
Die Schulpolitik der Landesregierung brachte Heiligenstadt ab August 2013 vermehrt in die Medien. Eine besonders kontroverse Maßnahme war die Erhöhung der Pflichtstundenzahl für gymnasiale Lehrkräfte um eine Unterrichtsstunde, die ihr die Kritik von Lehrerverbänden einbrachte, zumal sie Untersuchungen über die tatsächliche Arbeitszeit der Lehrer mit der Begründung „Mit Buchführung kann man keine Erkenntnisse gewinnen“ ablehnte. Die Gymnasiallehrer weigerten sich daraufhin, weiterhin unentgeltlich Klassenfahrten durchzuführen, wozu sie nach niedersächsischem Schulrecht nicht verpflichtet sind. Mit Unterstützung des Philologenverbands und der Gewerkschaft Erziehung und Wissenschaft (GEW) klagten mehrere Lehrkräfte erfolgreich vor dem Oberverwaltungsgericht Lüneburg gegen den umstrittenen Erlass. Begründet wurde das Urteil gegen das Land Niedersachsen am 9. Juni 2015 mit der fehlenden Untersuchung über die tatsächliche Arbeitsbelastung von Lehrern; die von Heiligenstadt erlassene Arbeitszeiterhöhung für niedersächsische Gymnasiallehrer wurde für rechtswidrig erklärt, da das Land Niedersachsen seine Fürsorgepflicht gegenüber den Lehrern verletzt habe. Vereinzelt fand sich seitdem auch innerparteiliche Kritik am schulpolitischen Kurs der rot-grünen Landesregierung.
Im Widerspruch zu Heiligenstadts umstrittenem Arbeitszeiterlass stand auch ihre eigene frühere Kritik als Oppositionspolitikerin aus dem Jahr 2009: Damals prangerte sie noch die Überlastung der niedersächsischen Lehrkräfte durch die CDU an und forderte dringend, die Arbeitsbelastung der Lehrer zu reduzieren.
Als im Mai 2015 Schüler des Gymnasiums in Brake auf der Schulhomepage ihrer Schule gegen Heiligenstadts Schulpolitik protestierten und den Lehrermangel, die Abwertung des Abiturs und die Erhöhung der Pflichtstundenzahl für Gymnasiallehrer kritisierten, schritt die Niedersächsische Landesschulbehörde ein und ließ per Dienstanweisung den Artikel auf der Schulhomepage und einen Link auf einen Artikel in der Lokalpresse, in dem über die Protestaktion der Braker Schüler gegen die Stundenerhöhung berichtet wurde, löschen. Diese Zensur durch die Schulaufsicht, welche mit der Kultusministerin abgestimmt war, wurde erst nach massiven Protesten und kritischen Berichten in der überregionalen Presse zurückgenommen. Der Schulleiter wurde dennoch zum Disziplinargespräch geladen.

## Privat
Frauke Heiligenstadt ist verheiratet und lebt mit ihrem Mann und ihrer Tochter in Gillersheim, einem Ortsteil der Gemeinde Katlenburg-Lindau. Ihr Vater war Dachdecker.

## Mitgliedschaften
Sie ist Mitglied bei Ver.di, der AWO und beim Stadtmarketing Northeim e. V.
Zudem engagiert sich Frauke Heiligenstadt in zahlreichen örtlichen Vereinen, unter anderem der Freiwilligen Feuerwehr und dem Heimat- und Verkehrsverein.